# Далешице (Требич)
Далешице (чеш. Dalešice) је насељено мјесто са административним статусом варошице (чеш. městys) у округу Требич, у крају Височина, Чешка Република.

## Становништво
Према подацима о броју становника из 2014. године насеље је имало 601 становника.